# 小説ドラゴンクエスト
小説ドラゴンクエスト（しょうせつドラゴンクエスト）は、エニックス（現スクウェア・エニックス）から発売された小説のシリーズ。
エニックスのコンピュータRPGであるドラゴンクエストシリーズのストーリーや世界観に基づいたファンタジー小説である。第1作『ドラゴンクエスト』から第7作『ドラゴンクエストVII エデンの戦士たち』までが発売された。
作者は作品ごとに異なり、『ドラゴンクエスト』から『III』までの「ロトシリーズ」は高屋敷英夫、『IV』から『VI』までの「天空シリーズ」は久美沙織、『VII』は土門弘幸が担当している。なお小説の設定に協力したのは横倉廣（『IV』まで）。
以下にて、各作品の詳細を解説する。なお、世界観や登場人物などは各ゲーム作品の記事もあわせて参照のこと。

## 小説ドラゴンクエスト
高屋敷英夫著。ハードカバー版と新書版は全1巻、文庫版は2巻構成。ゲームノベライズの先鞭をつけた作品である。これ以後、ドラゴンクエストシリーズのノベライズは『VII』まで続く。

### 設定
ゲーム本編では見られない小説オリジナルの設定を以下に挙げる。ゲーム『ドラゴンクエストIII』の発売後に執筆されたため、『II』『III』および関連小説『モンスター物語』『アイテム物語』の設定を取り入れたものもある。
- 主人公の名は「アレフ」。ドムドーラの出身で唯一の生き残り。滅亡直前に誕生し、キメラの翼によってラダトームへ逃れた所を住民に助けられた。
- 吟遊詩人ガライの亡霊が所々で現れアレフを導く。
- 上級モンスターのうち、以下の6種が幹部「竜王六魔将」となっている。
  - スターキメラ - 飛行モンスターによる偵察部隊を率いる。彼女（このスターキメラは女性）の祖母が幼児期の竜王の乳母を務めていたため、乳兄妹にあたる彼女は竜王の側近の中でもっとも信頼が置かれている。
  - 影の騎士 - 十数体の分身「黒影の騎士団」を率いる。
  - 悪魔の騎士 - 小説では海底洞窟にてドラゴンと共にアレフを待ち受ける。
  - 大魔道 - メルキド攻略失敗の責で前任の「カトゥサ」が処刑され元人間の「ザルトータン」に交代している。
  - 死神の騎士 - 混合戦闘部隊を率いて竜王の城の警護に当たる。元は死霊の騎士だった。
  - ギガンテス - ゲーム第1作には登場しない種類。攻城部隊を率いていたが、アレフが旅立つより前にラダトーム攻略で戦死。
- 主なオリジナルキャラクター（厳密には小説オリジナルとは言い切れないキャラクターもいる）
  - ガウル - ラダトームに出入りする鍛冶屋でアレフの養父。赤ん坊のアレフを瀕死の女性から託され育てた。
  - ジェシカ - ガウルの妻でアレフの養母。
  - セシール - ガライの宿屋の娘。排他的な町民たちの中で唯一アレフを信じてくれた。実は重大な秘密が隠されている。
  - ガルチラ - 大鷲を連れ銀の横笛を持つ剣士。養父の仇を探す旅をしている。
  - 魔界童子 - ザルトータンの腹心の部下で幻術の使い手。ガルチラの養父の仇。
  - 千年魔女 - 雨のほこらに住む、かつてロトに恋した魔女。小説版『III』にも若き日の姿で登場。
- ローラ姫は生後七日に影の騎士によるラダトーム襲撃で行方不明になっており、襲撃理由は「勇者は王女の愛と共に竜王を倒す力を得る」と予言されたためとなっている。竜王達としては二人とも赤子のうちに殺すつもりだったが、ルビスの関与で事態は意外な方向に展開していく。
- 竜王は誕生後、異世界で大魔神に育てられた設定になっている。大魔神は小説続編でシドーであることが示唆されている。
- 呪文を唱えるにはとあるアイテムが必要（ハードカバー版。文庫版では詠唱が必要）。また、呪文のほかに幻術などの異なる効果を持つ「呪術」がある。
- ゴーレムは大魔道カトゥサが魔界より召喚した鬼面道士（ゲーム第3作より登場）のメダパニの呪文により混乱し、メルキドの街を守るという本能を残したまま人間と魔物を見境なく攻撃するようになった。
- 主人公達に誕生日が設定されている。月名は数字ではなく独自のもの（王の月、女神の月、竜の月など）。また、1ヶ月が30日ではなく45日で1年が8ヶ月となっている。

### 書誌情報
- 高屋敷英夫『小説 ドラゴンクエスト』エニックス。
  - 1989年4月発行、ISBN 4900527076
- 高屋敷英夫『小説 ドラゴンクエスト』エニックス〈エニックス文庫〉。
  - 上巻 - 1991年11月発行、ISBN 4900527742
  - 下巻 - 1991年11月発行、ISBN 4900527750
- 高屋敷英夫『小説 ドラゴンクエスト』エニックス〈Dragon quest novels〉。
  - 2000年9月発行、ISBN 4757502435

## 小説ドラゴンクエストII
高屋敷英夫が執筆した。ハードカバー版、文庫版は全2巻、新書版は全1巻。

### 設定
ゲーム本編では見られない小説オリジナルの設定を以下に挙げる。
- 名前の設定
  - ローレシア王子：アレン
  - サマルトリア王子：コナン
  - ムーンブルク王女：セリア
  - サマルトリア王女（王子の妹）：マリナ
  - ルプガナの少女（船主の孫娘）：レシル
  - ローレシア王：アレフ7世
  - サマルトリア王：リンド6世
  - ムーンブルク王：ファン103世（ムーンブルク国ファンドリアン王家はアレフの娘の嫁ぎ先で、ラダトームより歴史が古い[注釈 1]）
  - ルプガナの船主：ハレノフ8世
  - アレフガルド王：ラルス22世
  - デルコンダル王：カンダタ18世（「III」に登場する盗賊カンダタの子孫）
  - 主人公たちの船：ラーミア号。操船のためにガナルという老水夫が同行。
- 第1作から200年後の物語とされている（原作では100年後）。
- 主人公3人の王家とアレフガルドはかねてより交流があり、年中行事でたびたび顔を合わせていた。
- ローレシア王やサマルトリア王はゲームと違い、我が子をハーゴン討伐に出すことに反対傾向。そのため王子達は出奔同然に旅立つ。
- 神官系の敵との戦いでは、倒れる際に素顔が現れるなど人間であることを強調した描写がされている。
- アレンたちにアイテム（風のマント、雨露の糸、聖なる織機）を手渡す役として、かつて竜王に仕えていた魔女三姉妹が登場。
- 前作に登場したガルチラは風の塔を城に王国を築いたが、まもなく疫病が流行し壊滅。彼自身も病没し、避難させた妻子は行方不明。風のマントはガルチラの相棒だった大鷲の羽から、彼の下に身を寄せていた魔女が織った。
- 竜王の子孫は世界を混乱に陥れた竜王の罪に対する罰として、神々から400年近くに渡る謹慎処分を受け、竜王の城に幽閉されている（アレン一行が訪ねた時点では、刑期は残り200年）。
- 邪神の像は特定の日付で生まれたロトの血を引く乙女でないと手に入れることができない。ハーゴン達がムーンブルクを襲った理由であり、セリアは身を隠すため犬の姿に変えさせられた。ムーンブルク襲撃自体はセリアを拉致するだけでも目的は達成できたため、魔物側の独断で壊滅にまで至らしめたことについては後述の幹部間で意見の対立がある。
- 邪神の像が魔界より破壊神を召喚するために必須の道具とされている、そのため終盤でハーゴン側に奪われる。
- アレンは、セリアと結ばれることになる。
- コナンはセリアに恋しており、彼女が想いを寄せるアレンを恋敵として見ていたが、彼らが想いを通じ合うのを確認した後は身を引き、後にレシルと結婚する。
- 悪魔神官が人間の信者を束ねる議長に設定されており、ベリアルなどの魔界系幹部と反目している。
- 好敵手役として、青年魔法剣士「ガルド」が登場。祈りの指輪（原作と違い装備者に無尽蔵に魔力を与える代わりに最終的に命を奪う。しかしガルドの生命力がこれに打ち勝ったため砕け散った）を装備している。当初は悪魔神官に雇われており、セリアは中盤で彼に捕らわれ、長い間監禁される。最後はガルチラの子孫であることが彼の持つ銀の横笛により判明しアレンたちの仲間となり、シドー以外の邪神がこの世に出てくるのを防ぎ絶命した。祈りの指輪と銀の横笛は彼が捨てられていたとき産着に添えられていたらしい。
- ロトの剣は錆びて威力が落ちており、稲妻の剣のエネルギーを注入することで往年の威力が復活する（その代わり稲妻の剣は錆びてボロボロになった）。
- ロトの鎧はローレシア、ロトの兜はムーンブルクが管理している。
- 月のかけらが強力な武器を精製するための道具とされている（アイテム物語から流用の設定）。水門の鍵もそのシステムに関わっており、ラゴスに盗まれたせいでテパでは武具作りが停滞していた。
- ラゴスが水門の鍵を盗んだのは40年前（ゲームではどの位前か不明）、テパ産の武具を狙っていた貿易商の依頼による。潜伏場所はやはりペルポイだが、細かい場所や状況はゲームと異なる。ガナルやカンダタ18世の部下も以前彼に一杯食わされたことを語っている。

### 書誌情報
- 高屋敷英夫『小説 ドラゴンクエストII 悪霊の神々』エニックス。
  - 上巻 - 1989年10月発行、ISBN 4900527173
  - 下巻 - 1989年10月発行、ISBN 4900527181
- 高屋敷英夫『小説 ドラゴンクエストII 悪霊の神々』エニックス〈エニックス文庫〉。
  - 上巻 - 1991年12月発行、ISBN 4900527777
  - 下巻 - 1991年12月発行、ISBN 4900527785
- 高屋敷英夫『小説 ドラゴンクエストII 悪霊の神々』エニックス〈Dragon quest novels〉。
  - 2000年9月発行、ISBN 4757502443

## 小説ドラゴンクエストIII
高屋敷英夫著。ハードカバー版と文庫版は2巻構成、新書版は全1巻。

### 設定
ゲーム本編には見られない小説版オリジナルの設定を以下に挙げる。
- 男性主人公の名は「アレル」、母の名は「ルシア」となっている。
- オルテガのフルネームが「モルドム・ディアルティス・オルテガ」であり、『精霊ルビス伝説』のディアルトとの関係が示唆されている。
- ほかに、戦士「クリス」、僧侶「モハレ」、魔法使い「リザ」（以上が基本パーティ）、武闘家「カーン」、商人「サバロ」、遊び人「ロザン」が登場する。またアレルと帯同はしないものの、カンダタがカーンと共にギアガの大穴を超えるなど仲間として行動する。なお、クリスとリザのみ女性で他の人物は男性。
- 以下のモンスターが幹部として設定されている（ただし、「†」の付いている者は既にオルテガに倒された）
  - バラモス四天王：ボストロール、やまたのおろち、†サラマンダ、エビルマージ
  - ゾーマ八魔将：バラモス（ルビスを封じた功績で魔王に昇格）、トロルキング、ドラゴンゾンビ、クラーゴン、†アークマージ、†大魔神、†バルログ、†キングヒドラ
- リザはジパングの女王ヒミコの娘であり、「チコ」という双子の姉がいる。チコは死後やまたのおろちになったヒミコの力を強く受け継いでおり、オルテガを殺した「キングヒドラ」の正体はチコである。ただし前述のとおり実際の「キングヒドラ」はオルテガに倒されているため別物とされる。リザはアレルと恋仲になるが、この様に肉親が魔王側であり、更に姉が想い人の父の仇になってしまったことに苦悩する。
- リザは父の形見として銀の横笛を所持している（文庫版Iのあとがきでアレルとリザが結ばれること、文庫版IIのあとがきで銀の横笛を持つガルチラ、ガルドが2人の子孫、即ちアレフやアレンたち「正の系譜」に対する「負の系譜」である可能性が示唆されている。そうするとガルチラたちもロトの子孫であり、彼らやアレフたちはヒミコの子孫でもある）。
- リムルダールは、地形が似ていることから『II』の町であるベラヌールと姉妹都市関係にある（ゲームでは、この時点で「下の世界」にはアレフガルドしかできていない）。
- ナジミの塔に住む老人は賢者であり、様々な場面でアレルを導く。

### 書誌情報
- 高屋敷英夫『小説 ドラゴンクエストIII そして伝説へ…』エニックス。
  - 上巻 - 1990年8月発行、ISBN 4900527416
  - 下巻 - 1990年8月発行、ISBN 4900527424
- 高屋敷英夫『小説 ドラゴンクエストIII そして伝説へ…』エニックス〈エニックス文庫〉。
  - 上巻 - 1991年10月発行、ISBN 4900527726
  - 下巻 - 1991年10月発行、ISBN 4900527734
- 高屋敷英夫『小説 ドラゴンクエストIII そして伝説へ…』エニックス〈Dragon quest novels〉。
  - 2000年9月発行、ISBN 4757502524

## 小説ドラゴンクエストIV
前3作のノベライズを務めた高屋敷英夫に代わって、少女小説で実績のあった久美沙織が担当。ハードカバー版・文庫版は全4巻、新書版は全3巻。雅語的な単語や表現を豊富に用いたロマンチックな作風が特徴だが、トルネコが主役の第三章はキャラクターの雰囲気に合わせて文体が童話風の「です、ます」調になっている。各章の冒頭には、吟遊詩人のホイミンの詩が載せられている。

### 構成
ハードカバー版・文庫版の各巻の構成は以下の通り。
- 第1巻『魔起黎明』：序章　妖魔の皇子（リメイク版の序章とは異なるオリジナルの物語。詳細は後述）、第一章
- 第2巻『闘武群雄』：第二章、第三章
- 第3巻『双華流浪』：第四章、第五章第一部（詳細は後述）
- 第4巻『天空夢幻』：第五章第二部

新書版では以下の通りになる。
- 第1巻：序章、第一章、第二章
- 第2巻：第三章、第四章
- 第3巻：第五章（ハードカバー版・文庫版の第一部と第二部を統合）

### 設定
ゲーム本編には見られない小説版オリジナルの設定を以下に挙げる。
- 名前の設定
  - 男性主人公：ユーリル - 英語の二人称「you」と北欧の祭「ユール」に因んだ命名。なお、『ドラゴンクエストVII』のあるイベントでも同名の楽師が登場する。
  - トルネコの息子 - 「ポポロ」ではなく「リトル」
  - ガーデンブルグのシスター：レジャイラ
  - 第一章のピサロの手先 - 「アシペンサ」という固有名を持つ。
  - エビルプリースト - 「ジャコーシュ」という固有名を持つ。
- 『知られざる伝説』や『モンスター物語』の設定が一部反映されている。
  - ピサロナイトの本名は「アドン」で、かつてはピサロ直属の剣士。ユーリルとの戦いの際には自分の名を名乗り（それはある意味、デスピサロの配下であることも捨て、一人の愛する女性を守るため戦う一人の男としての意思表明とも見て取れる）、捨て身で襲いかかってくるもユーリルがとっさに唱えたライデインの前に敗れ去る（これもまた、「知られざる伝説」の中でピサロが純粋な剣技だけで彼に勝つことができず、とっさに唱えた呪文で勝ったことの写し鏡となっている）。
  - キングレオは進化の秘法で魔物化したキングレオ城の王である。そして先代の王は地下牢に閉じ込められている。この設定はリメイク版でゲーム内に正式に反映されている。
  - 戦士リバストが幼少期に出会った、大ニワトリ・ジャックの物語（直接語られるわけではないが、ライアンが耳にし、涙したとのこと）。
- リメイク版とは異なる、本書オリジナルの『序章』があり、『妖魔の皇子』の副題がついている。内容はピサロを中心とした魔族の王家における重厚な権力争いや、ピサロとロザリーの出会いが描かれている。またピサロは第五章後半のある事件に至るまで、父ニュイイが在位しているため「魔族の王」ではない。
- 序章と第五章後半に、ブラックマージ（魔道士系）と夜の帝王（巨大コウモリ系）の二体の魔物が漫才のような狂言回しとして登場。本筋に絡まないと思いきや、夜の帝王の行動が後述するように進化の秘法に破綻を招く。
- ロザリーは魔族に滅ぼされたエルフ王家の生き残りとされている。親や一族郎党を皆殺しにされた時はまだ何も分からない子供であった。ピサロは戦乱の中で見つけた彼女を城から略奪し、育ての親となって成長させてから自分の恋人にするという、光源氏のようなことをしている。またリメイク版では本来名前がないエルフにピサロがロザリーヒル村の名を取ってロザリーと名付けたが、本作では逆にロザリーには最初から名前があり、ピサロは彼女のためにロザリーヒルという名の村を作っている。
- エルフにはふさふさと毛の生えた尻尾がある。
- 暦の月名が『ベルサイユのばら』の舞台にもなったフランス革命暦のもの（風月）になっている。ただし、本作品中の「風月」は史実のそれとは異なり、2月ではなく春〜初夏に相当している。
- ライアンの年齢は旅立ち時が30歳。その後10年ほど経った後に勇者に巡り会ったとしている。
- ゲームではサントハイム城の屋根に住み着いている野良猫である「ミーちゃん」が、アリーナが幼い頃から飼っている年老いた飼い猫ということになっている。
- アリーナは旅立ち時では15歳（ユーリルと同い年）。宝塚のようなトランスベスタイト的味付けがなされたキャラクターとなっており、一人称が「ボク」である。旅の服装も「みすぼらしい服」であり「男装」である旨記されている。これはアリーナというキャラクターに対する久美紗織の強い思い入れによるもので、久美は後に本作がCDシアター化される際自らアリーナ役の声優を志望したほどである[1]。結局アリーナ役への登板はかなわなかったが、ガーデンブルグ女王の役を久美は演じた。また、テキスト上の表現ではアリーナの頭髪が赤毛ではなく「亜麻色」（ただし、いのまたむつみの描く表紙イラストでは鳥山明の原画と同じく赤毛になっている）。格闘家というよりも優雅なムチの使い手のイメージが強調され、明確な拳法の描写は登場しない。ゲームでの彼女を象徴する「壁を蹴破る」シーンも「短剣で壁をほじくる」というスタイルに差し替えられている。また、装備している「いばらのむち」は市販品ではなく王家の品ということになっている。
- クリフトは神学校をトップ卒業してサントハイム城の礼拝堂に赴任して来たのではなく、幼い頃からアリーナの乳兄弟であり、かつ「側仕え」であることになっている。また、神官職にはまだ叙任しておらず見習いということになっている。さらに、出会った当初のユーリルをリスペクトしておらず、逆に一方的に恋敵視して疎んじている。旅立ち時では17歳（ミネアと同い年）。
- トルネコは旅立ち時では36歳。ライアンが加わった時に「ちょうど同い年」と発言している。
- マーニャとミネアは旅立ち時それぞれ20歳、18歳（アリーナたちの旅立ちから約1年経っている）。エドガンの実子ではなく、ジプシーだった実の親を魔物に殺された直後に助けられ養女になった。マーニャたちはコーミズ西の洞窟でエドガンの遺体を発見し火葬、静寂の玉はその灰の中から見つかる（殺される直前に呑み込んでいた）。
- フレノールの盗賊と武術大会のミスターハンが同一人物になっており、かつ、その名前がガーデンブルグの盗賊の名であるバコタになっている。さらに、バコタ（ミスターハン）の姿は小柄な拳法僧の少年から「屈強な大男」に変更されている。
- 分身の術を使うベロリンマンが、アリーナの根気ではなく心眼で倒される。
- 第三章にて登場するロレンスは、男性であるが女口調で喋る。といってもオカマなわけではなく、「ある誓いを立てている」ためだとされる。
- 第四章の文はマーニャの視点から一人称で描写されている。
- 第五章の第一部はユーリルと導かれし者たちの出会いが描かれており、ミネア→トルネコ→ブライ→ライアン各人からの一人称で描写されている。ただしライアンに関してはユーリルと出会う前のジャコーシュの信者たちとの接触が描かれており、実際にユーリルたちとライアンが出会うのは第二部に入ってからである。
- ホイミンは第一章の決戦で、アシペンサの騙し討ちからライアンを庇って絶命。生まれ変わって姿こそ人間となるが、マスタードラゴンによって「永遠の命」と「導かれし者たちの伝説を語る役目」を与えられる。小説全体の導入も、彼が冬の山村を訪ね語り始める形を取る。
- ライアンとマーニャが互いを意識し合う描写がある（リメイク版ではライアンが加わった時、マーニャは「ああいう熱血漢タイプは苦手」と述べる）。
- 女の国ガーデンブルグはゲームより男子禁制が厳しく、勇者一行の男達は女装して潜入。そこでの窃盗騒ぎは無く、嘘をつくと入れた手が痛む「真実の箱」を使った尋問を受ける。ゲームで主人公らに泥棒の嫌疑を掛けるシスター・レジャイラは、女王の妹であり、かつ両性具有者（アンドロギュヌス）ということになっている。
- ピサロは魔界の王ニュイイ[注釈 2]の息子で魔王ナルゴス[注釈 3]の孫であり、ナルゴスから期待されている。世界各地を長距離移動する際、黒い鳥に変身して飛行する。
- デスパレスへの潜入は、ユーリルがモシャスの呪文を利用して単身で行なっている。変化の杖は使用していない。
- ゲームに登場した第五章のNPCのうち、パノンはマーニャがスタンシアラで話題に出すだけで、ルーシアとドランは全く登場しない。
- 「天空への塔」が登場せず、「世界樹」がその役どころを兼任している。また「リバーサイド」「魔神像」「ゴットサイドの島」など、第五章後半においてボスキャラや天空の装備と関わりが薄い地域の大半が削除。
- ジャコーシュは、古代に進化の秘法を発明した元天空の神官で、魔界の牢獄に封印されていたが、魔族の王子ミアソフによって牢から出されその参謀格に収まり、その後ミアソフの父ヘイゲンとピサロの王位継承争いの中ミアソフを操りヘイゲンとミアソフを殺し、ピサロの側近に収まる。己を堕天した天空界、ひいてはマスタードラゴンに復讐するためピサロや魔族、古代に自分を神（エビルプリースト）と崇めた人間達の末裔を利用して長年にわたり暗躍していた。魔族の王子であるミアソフを自害させ、ピサロですら解呪できない魔力を持った仮面を作るなどその魔術は強力で、魔族とは別系統の術を会得していた描写がある。ある条件が整わない限り地上界や魔界では不死である。
- デスピサロの進化に使われた黄金の腕輪は、夜の帝王が戯れ（形を把握するための見本）に作った偽物。バーガスというミニデーモン（彼は大灯台にも登場しており、PS版の移民「レンコン」に相当する）が捨てられたそれを本物と誤認し、献上した。本物の黄金の腕輪は最後の戦いのときでも欲深い人間たちの間をさまよい続けている。そしてそれは皮肉にも、「人間の欲望」が間接的に人間を救った、ということにもつながる。
- バルザックは第二段階の進化には味覚が魔物と化しつつも感性は人間のままであるという副作用が描写され、裏切り者への懲罰を含んだ報酬の形とアリーナとの交流による悔恨ともとれる場面が描写された。
- カメレオンマンは生贄として捧げられた少女たちの髑髏に偏執的な愛情を注ぐ、という一面も描かれている。
- 原作ゲームのストーリーは1年前後〜数年程度の物語で登場人物の年齢や姿に終始変化がほとんど生じないが、小説は足かけ10年もの大河ストーリーとなっており、多くのキャラクターがかなり加齢する。第一章で幼かった男の子が第五章で髭を生やした大人になったりしている。

### 書誌情報
- 久美沙織『小説 ドラゴンクエストIV』エニックス。
  - 第1巻 - 1991年4月発行、ISBN 4900527610
  - 第2巻 - 1991年6月発行、ISBN 4900527629
  - 第3巻 - 1991年7月発行、ISBN 4900527637
  - 第4巻 - 1991年7月発行、ISBN 4900527653
- 久美沙織『小説 ドラゴンクエストIV』エニックス〈エニックス文庫〉。
  - 第1巻 - 1992年9月発行、ISBN 4900527955
  - 第2巻 - 1992年9月発行、ISBN 4900527963
  - 第3巻 - 1992年9月発行、ISBN 4900527971
  - 第4巻 - 1992年9月発行、ISBN 490052798X
- 久美沙織『小説 ドラゴンクエストIV 導かれし者たち』エニックス〈Dragon quest novels〉。
  - 第1巻 - 2000年10月発行、ISBN 4757503040
  - 第2巻 - 2000年10月発行、ISBN 4757503059
  - 第3巻 - 2000年10月発行、ISBN 4757503067

## 小説ドラゴンクエストV
久美沙織著。ハードカバー版、文庫版、新書版はいずれも全3巻。

### 設定
ゲーム本編には無い小説オリジナルの設定を以下に挙げる。
- 名前設定：主要キャラクターに本名が設定されている。
  - リュカ（主人公） - リュケイロム・エル・ケル・グランバニア
  - パパス - デュムパポス・エル・ケル・グランバニア
  - ティミー（主人公の息子） - ティムアル・エル・ケル・グランバニア
  - ポピー（主人公の娘） - ポピレア・エル・シ・グランバニア
  - サンチョ - セヴァンテスのサンチョ
  - ダンカン - ティムズ・ダンカン
  - ダンカンの妻 - マグダレーナ
  - 雪の女王 - キリオ
  - ラインハット王（ヘンリーとデールの父） - ベルギス
  - ラインハット王妃→太后（デールの実母） - ペシュマレンドラ
  - ポートセルミのゴロツキ（山賊ウルフ）の頭目 - ジュリオ
  - アンディ - アンディ・インガルス
  - ルドマン - ロベルト・ルドマン
  - ルドマンの妻 - シャルロット
- パパスは、ベルギスと昔の冒険仲間で、彼とサンチョを加えた3人で冒険をしていたが、その途中ベルギス達とはぐれたところでマーサと出会った。ラインハット王はパパスの素性を知っており、若い頃に冒険を共にした親友である。
- レヌール城のお化け退治はゲームでは退治後にアルカパに話が広まるが、小説ではベビーパンサーをいじめていた子供を除いてそのことを伝えられない。
- ヘンリーが誘拐された際、ゲームではパパスは混乱を避けるために誰にも口外しないよう主人公に言うが、小説ではラインハット王には伝えるよう指示する（が、結局伝えられない）。
- ビアンカは天空人であり、天空城で実の祖父が登場（ゲームでは、天空の勇者の子孫）。山奥の村で主人公と再会した際に養父ダンカンから主人公と共にその出生の秘密を聞く。
- フローラはルドマン夫妻の実子。
- 主人公がプロポーズする場面で、主人公は「自分の目的は天空の盾の入手」だったことをルドマンに明かし、フローラの結婚相手にアンディを薦め、アンディがフローラにプロポーズする。その後、ルドマンが主人公とビアンカの仲を察して結婚を勧め、主人公はビアンカと結婚する。そのため、主人公とビアンカおよびアンディとフローラの2組の結婚式が一緒に行われる。なお、主人公は天空の盾を手に入れること無く立ち去ろうとしていたが、結局ルドマンから譲られている。
- 主人公とビアンカが青年時代に再会する場面は、ゲームでは先にダンカンと再会するが、小説では先に母の墓参りをしているビアンカに再会する（ゲームでもビアンカは墓参りをしているが、この時は話しかけられても気付かない）。
- 双子の名前を付けるのはゲームでは主人公だが、小説ではビアンカ。ティミーはティムズ（ダンカン）から、ポピーはパパスからと、祖父達の名に因んだもの。
- ヘンリーとマリアは主人公とビアンカの結婚式に呼ばれないため、主人公が結婚したこと（と王族だったこと）を知るのは主人公が行方不明になった後。
- ゲーム冒頭で主人公父子と同じ船に乗っていた、主人公に「男の子はどんな事があっても泣いちゃ駄目だ」と言う船乗りと船の料理人がそれぞれ、水夫兼傭兵「船漕ぎドゾブ」と料理人「グレン」として登場。青年期のリュカにも色々と協力する。
- 雪の女王キリオはポワンの姉で、ポワンの1代前の妖精の村の長。ザイルの祖父であるドワーフ（小説版では故人）を村から追放した張本人。ポワンが妖精女王である。また、主人公は大人になっても妖精が見える（ゲームでは大人になった主人公は妖精が見えなくなっており、普通に見えるようになるのは警戒を解かれてからになる）。
- 親分ゴーストはミルドラース（あるいはゲマ）の指示でゴールドオーブを捜索していたとも取れる描写がある。
- スライムナイトの騎士はスライム自身の体から生やした分身であり、元々は異質な生命体である（『ドラゴンクエストモンスターズ』でも似たような設定が採用されている）。またリュカの仲間になるスライムナイトのピエールは、かつては少女時代のマーサに恋い焦がれていたスライムで、彼女を守るために騎士を生やした。青年編前半は騎士を生やしたピエールが、人間（パパス）に奪われたマーサを取り戻すべく魔物の一団を率い、リュカ達と出会うまでの回想から始まる。
- ブオーンは小説本編には登場せず、少女時代のマーサが幼児に封印当時の昔話をするのみ。
- ポートセルミの踊り子クラリスはグレンの妻になり、リュリュという娘（名前はリュカに因む）をもうけた。
- テルパドール女王のアイシスは、本人いわく砂漠は自分の身体で自分は1500年生きてきた砂漠の女王だと述べ、人間というより神や精霊に近い存在のように描かれている。また主人公夫妻は初夜をアイシスの計らいの様な形で迎える。
- エルヘブンの洞窟にある3人の女神像がそれぞれ、『IV』に登場したアリーナ（命のリング）、マーニャ（炎のリング）、ミネア（水のリング）を想像させる描写がなされている。
- グレイトドラゴンとドラゴンキッズが、同一のモンスターの成体と幼体ということになっている（これも『ドラゴンクエストモンスターズ』にて、特殊配合法則として設定が採用されている）。
- 仲間モンスターはかなりの数が仲間になるが、キメラのメッキー、ビッグアイのガンドフ、パペットマンのパペックはビアンカが出産した時の魔物のグランバニア襲撃時で、スライムのスラりん[注釈 4]、ドラキーのドラきち、腐った死体のスミスはデモンズタワーでの戦いでそれぞれ壮絶な死を遂げる。また、爆弾岩のロッキーはセントベレス山でリュカたちを脱出させるためにメガンテで自爆。ドラゴンキッズのコドランはデモンズタワーの戦いで行方不明となるが、終盤グレイトドラゴンのシーザーとして再び仲間になる。ちなみに、青年期前半はリュカの魅力に惹かれて仲間になるが、後半ではシーザーを除き、ポピーと仲良くなって仲間になる。また、ヘルバトラーのバトラーはマーサを慕って改心したモンスターで、彼女の元へリュカ達を導くために合流する。仲間にはならないが、マーサを失って途方に暮れていたピエールの養い親として年老いたソルジャーブルが登場、後に天空城へ戻ろうとする人間に協力しようとしたため、ゴンズによって地下遺跡の洞窟に閉じ込められて死亡していたことが判明する。ベビーパンサーの名前は「プックル」だが、「ボロンゴ」「チロル」「ゲレゲレ」も候補として登場する。
- ゲームで主人公の即位を妨げようとした大臣は登場せず試練の洞窟行きは削除、誘拐の手引きはジャミが送り込んだメイド達（本当の人間の女性ではないらしい）が行う。
- 青年時代後半に登場する船は、王女ポピーの設計で「麗しのビアンカ号」と名付けられている。
- サンチョはリュカの冒険には同行しない。ピピンは青年期後半の序盤はグランバニアの兵を率いて同行するものの、リュカ達が「麗しのビアンカ号」を降りてからは離脱し、「麗しのビアンカ号」の指揮を取っている。
- イブールがワニ男ともいうべきモンスターではなく、元の名をイーブというエルヘブン出身の人間であることになっている。マーサとは幼馴染の間柄。最終的にはマーサとの関係で面識があったピエールと対峙し、彼の言葉に動揺した後でティミーに倒された。なお、ワニの頭をした原作ゲームのイブールのデザインは、「ゲマ」として挿絵に描かれている。
- ゲマは、人心を集めるためイブールを利用している（リメイク版でもこの設定が用いられている）。
- ゲームの最強武器であるメタルキングの剣は青年期後半の序盤でエルヘブンの長老達がリュカの武器として渡すが、ゲマとの戦いで折れてしまい、代わりにドラゴンの杖が手に入る。また、ドラゴンの杖のドラゴラムの効果は最終決戦で発動するが、マスタードラゴンが顕現したかのような描写になっている。
- ヘンリーの息子コリンズは赤ん坊時代以外直接登場しないものの、ポピーにラブレターを送っており、エピローグで婚約したという話が登場する（リメイク版では王女はコリンズを嫌っている）。また、小説の描写を見る限り、コリンズは双子と同年代である（ゲームでは年下）。

### 書誌情報
- 久美沙織『小説 ドラゴンクエストV』エニックス。
  - 第1巻 - 1993年7月発行、ISBN 4870257122
  - 第2巻 - 1993年8月発行、ISBN 4870257130
  - 第3巻 - 1993年10月発行、ISBN 4870257149
- 久美沙織『小説 ドラゴンクエストV』エニックス〈エニックス文庫〉。
  - 第1巻 - 1994年10月発行、ISBN 4870257726
  - 第2巻 - 1994年10月発行、ISBN 4870257734
  - 第3巻 - 1994年10月発行、ISBN 4870257742
- 久美沙織『小説 ドラゴンクエストV 天空の花嫁』エニックス〈Dragon quest novels〉。
  - 第1巻 - 2000年10月発行、ISBN 4757503075
  - 第2巻 - 2000年10月発行、ISBN 4757503083
  - 第3巻 - 2000年10月発行、ISBN 4757503091

## 小説ドラゴンクエストVI
久美沙織による。元々オリジナル設定の多い久美によるノベライズの中でも特にその度合いが強い。ハードカバー版、文庫版、新書版はいずれも全3巻構成。

### 設定
ゲーム本編には無い小説オリジナルの設定を以下に挙げる。
- 主人公の本名は「イズュラーヒン」だが、現実世界では「イーザ」、夢の世界では「イザ」と呼称が異なっている。なお、妹の名は「セーラ」である。
- 原作ではプレイヤーの判断次第で仲間に加わらないことのあるアモスは仲間に加わる。また仲間モンスターも数多く加わる（ドランゴやルーキーは仲間にならない）。ただし、アモスと仲間モンスターは途中で別れることになる。
- 原作では勇者になるには主人公は魔法戦士、パラディン以外の上級職を一つ極める必要があるが、本作では魔物使いになった後特に転職した様子はなく、いつのまにか勇者になっていた。
- アモスは一人称が「拙者」、語尾が「ござる」など時代がかった口調になっている。
- 原作では触れられなかった、ミレーユが実体を取り戻した経緯が描かれている。また、その経緯により、主人公とハッサンは夢見の洞窟へ行かない。
- ラーの鏡が姿見になっている。
- ムドーの城への潜入時にミレーユが呼び出す金色のドラゴンが、バーバラの実体であることを匂わせる記述がある。
- クリアベールのジョンの墓の前にいる犬がパフィン犬のベッポとして設定され、ジョンについて教えてくれる。
- ギンドロ組の女頭シェリスタとミレーユは幼馴染である。
- デュランはカルベローナを裏切った元人間になっている。
- ミレーユは同じく囚われの身であった旅芸人パノンの助力により脱獄に成功したという設定となっている。またパノンがミレーユの過去の想い人という発言がある。
- バーバラはテリーとの関係が描写されている。
- レイドックの悪徳大臣であるゲバンが、後に牢獄の町で登場するゾゾゲルの正体である。
- エンディングの展開が大幅に変更されており、バーバラを含む仲間6人が共に再び旅に出るという結末となっている。

### 書誌情報
- 久美沙織『小説 ドラゴンクエストVI 幻の大地』エニックス。
  - 第1巻 - 1996年4月発行、ISBN 487025882X
  - 第2巻 - 1996年6月発行、ISBN 4870258897
  - 第3巻 - 1996年7月発行、ISBN 4870258935
- 久美沙織『小説 ドラゴンクエストVI 幻の大地』エニックス〈エニックス文庫〉。
  - 第1巻 - 1997年4月発行、ISBN 4870259559
  - 第2巻 - 1997年4月発行、ISBN 4870259567
  - 第3巻 - 1997年4月発行、ISBN 4870259575
- 久美沙織『小説 ドラゴンクエストVI 幻の大地』エニックス〈Dragon quest novels〉。
  - 第1巻 - 2000年4月発行、ISBN 4757502346
  - 第2巻 - 2000年4月発行、ISBN 4757502354
  - 第3巻 - 2000年4月発行、ISBN 4757502362

## 小説ドラゴンクエストVII
『IV』-『VI』のノベライズを担当した久美沙織に代わり、本作では土門弘幸が担当。全3巻構成。ドラゴンクエストシリーズ最後の小説作品となった。多くのイベントの省略や変更・転職システム・メインサブ共の登場人物の扱い方などに改変が大きく見られ、特に3巻ではそれが顕著に表れている。他のシリーズの小説と違い、HPとMP、武器防具の装備、転職によるパラメータの変化まで文章化しているなど、ゲームのノベライズに徹している。

### 設定
ゲームでは見られない小説オリジナルの設定を以下に挙げる。   
- アルス（主人公）のトカゲは「ギガ」と名づけられている。ギガはただのトカゲではなく、正体は魔物（ボトクの分身であるギガミュータント）。
- キーファがゲーム版の公式イラストで持つ剣は父・バーンズに没収されたという設定になっている。
- ストーリー進行上の都合か過去の時点でガボが喋れるようになる。また元が人間ではないために人間の職に就く事ができず、唯一魔物の職に就く事ができる存在となった。
- ダーマ編でフーラルは登場せずスイフーがその代役として、決闘場での反乱などに参加している。
- ダーマ大神官のフォズは盲目になっている（作品中では、「光ではなく魔力を見る」とされている）。そのほか、自身の代謝を止めたりなど、超人的な設定がなされている。
- ダーマ編で、勇者志望の戦士に「コルネリ」という名がつけられており、ゲームでは決闘場での反乱の時に商人を庇い死亡するが、小説ではアントリアに魂の剣を燃やされ死んでしまう（ゲーム内でアントリアとの対決直前に出てきて同様の末路を辿るモブキャラの役を振られた）。この他にもエンゴウで登場する旅商人に「バンガー」という名がつけられたり天空神殿の司教に「シャナ」という名がつけられるなどゲームで移民として登場した人物の名が振られているキャラクターが数多くいる。
- エリーはゼボットが「死」というものを教えなかったため、彼の死に気づかなかった。
- 世界一高い塔に行く際、登場することのないブルジオの代わりにホンダラが仲間になる。
- マーディラスでゼッペルが発動する究極呪文「マナスティス」は、ストーリー進行の都合か過去の時点でディノがマジャスティスをある程度完成させていてアルスがそれを利用する形で解決する（ゲームではマジャスティスを習得できるのはゼッペルを倒してゼッペルを正気にした後現代世界に行ってからある場所を調べることで覚えられる）。
- 職業にまつわる設定に大幅なアレンジが加えられている。ガボが就くことができるのはモンスター職のみ、メルビンは現職はパラディンとされそれ以外への転職は許されない。また、スーパースターに就いた者は自身の持つ職業歴を他の者に感化させ、能力を強化させられる特性が加えられている。作中ではスーパースター・バトルマスターを極めたアイラにより、賢者のみの経験しかないマリベルが天地雷鳴士の、パラディンであるメルビンがゴッドハンドの能力を得ることができた。ガボの最終職はハードカバー版ではエビルエスタークだが、新書版ではプラチナキングとなっている。ゲームとまったく同じ流れで転職するのはアルスとアイラのみで、アルスは海賊、賢者、魔法戦士を通して勇者となる。
- アルスの痣が右腕にある（ゲームでは左腕にあることが海底神殿のイベントで明らかになっている）。
- アルスとアイラは第3巻で恋人関係となる。
- ボトクは魔王の側近であり、原作よりも重要な立ち位置にいる。
- 炎の山で炎の精霊と戦わない。また、パーティーメンバー5人がそれぞれ分かれて精霊の元に向かい、唯一一人になったアルスの連れをシャークアイが務める。
- 魔物と人間の関係を巡ってアルスとガボが一旦袂を別つ展開がある。アルスは魔物に対しては一切の容赦がない、人間側の英雄、逆にガボは彼の設定を受けてか、人間と魔物の和解の可能性を信じる者として描かれている。
- 後の新書版では後半が多少加筆修正されている。
- 新書版ではガイアーラの鎧、トルナードの盾、フエーゴの兜はそれぞれギガントアーマー、水鏡の盾、知力の兜に各精霊のアミュレットが宿った物。ハードカバー版では登場していない。
- オルゴ・デミーラに「四精霊に続く第五の精霊である闇の精霊で、元々は夜の闇と人の精神を司る健やかな精霊だったが、人々の絶望を元に魔王と化した」という設定が加わっている。また、ゲームと異なり、「各石板の時代はウッドパルナからコスタールまで順に少しずつ過去に遡っている」という設定がある(ゲームでは各石板の時代の順序に特に法則性がないことは、「グリンフレークとリートルード」、「プロビナとレブレサック」などのイベントでわかる)。「過去に行くほどオルゴ・デミーラの進軍が進んでおらず、人間の人口も多いため絶望の総量も多く、魔物が強くなっていく」「ウッドパルナを封印し最後にエスタード島を残したところで魔物を繰り出せるだけの絶望が集まらなくなり、オルゴ・デミーラの進軍が止まる」「現代でオルゴ・デミーラが復活した際は主人公たちが各地を全て解放していたため、今までにないほど人類の人口が増え魔物が最大限強くなっている」という形で「物語が進むほど敵が強くなる理由」「エスタード島だけが残された理由」が説明されている。

### 書誌情報
- 土門弘幸『小説 ドラゴンクエストVII エデンの戦士たち』エニックス。
  - 第1巻 - 2001年4月発行、ISBN 4757504071
  - 第2巻 - 2001年7月発行、ISBN 4757504578
  - 第3巻 - 2002年1月発行、ISBN 4757504586
- 土門弘幸『小説 ドラゴンクエストVII エデンの戦士たち』スクウェア・エニックス〈Game novels〉。
  - 第1巻 (少年、世界を開き) - 2004年5月発行、ISBN 475751199X
  - 第2巻 (英雄、希望を拡げ) - 2004年5月発行、ISBN 4757512007
  - 第3巻 (勇者、楽園に至る) - 2004年5月発行、ISBN 4757512015